# ایوون شورینگ
ایوون شورینگ (آلمانی: Yvonne Schuring؛ زادهٔ ۴ ژانویهٔ ۱۹۷۸) قایقران کانو زن اهل اتریش بود.